# Praslin
Praslin – granitowa wyspa na Seszelach, jej powierzchnia wynosi 38 km², co czyni ją drugą pod względem wielkości wyspą archipelagu. Ma 12 km długości i 5 km szerokości. Zamieszkuje ją ok. 6,5 tysiąca osób. Największymi miastami na wyspie są Baie Sainte Anne, Anse Volbert i Grand’ Anse. Administracyjnie Praslin obejmuje dwa dystrykty: Baie Sainte Anne i Grand’ Anse.
Wyspa została pierwotnie nazwana Isle de Palmes przez podróżnika Lazare’a Picaulta w 1744 roku. Służyła wówczas za przystań dla piratów i arabskich kupców. W 1768 została przemianowana na Praslin na cześć francuskiego dyplomaty Césara Gabriela de Choiseul-Praslin.
Najwyższy punkt ma wysokość 367 m n.p.m. Posiadająca wiele zatok linia brzegowa wyspy zapewnia dużą liczbę kotwicowisk.
Główną gałęzią gospodarki na wyspie jest turystyka – wyspa słynie ze swoich plaż i luksusowych hoteli. Częściowo porośnięta jest także lasem tropikalnym.
Na wyspie Praslin znajduje się krajowy port lotniczy, obsługiwany przez linię Air Seychelles. Regularne połączenia promowe łączą Praslin z sąsiednimi wyspami Mahé i La Digue.

## Park Narodowy Praslin
Park Narodowy Praslin (ang. Praslin National Park), obejmujący 324 ha dziewiczych lasów równikowych, założony został w 1979 roku. W jego skład wchodzi także istniejący od 1966 roku rezerwat Vallée de Mai, będący miejscem endemicznego występowania lodoicji seszelskiej. Rezerwat ten w 1983 roku wpisano na listę światowego dziedzictwa UNESCO.